# Proctophanes metasternalis
Proctophanes metasternalis är en skalbaggsart som beskrevs av Lea 1923. Proctophanes metasternalis ingår i släktet Proctophanes och familjen Aphodiidae. Inga underarter finns listade i Catalogue of Life.